# Bobliv, Nemîriv
Bobliv (în ucraineană Боблів) este o comună în raionul Nemîriv, regiunea Vinnița, Ucraina, formată numai din satul de reședință.

## Demografie
Componența lingvistică a satului Bobliv
     Ucraineană (96,08%)
     Rusă (2,55%)
     Română (1,37%)
Conform recensământului din 2001, majoritatea populației satului Bobliv era vorbitoare de ucraineană (96,08%), existând în minoritate și vorbitori de rusă (2,55%) și română (1,37%).